# 清本宙矢
清本 宙矢（きよもと ひろや、1996年8月12日 - ）は、神奈川県茅ヶ崎市出身のサッカー選手。ポジションはMF。

## クラブ歴
湘南ベルマーレのユースから中京大学に進学。
2019年にFKイガロ1929で選手となった。同年夏にセルビア・プルヴァ・リーガのFKズラティボル・チャイェティナに移籍。翌2020年にFKアルセナル・ティヴァトに移籍。
2020年8月4日に藤沢ユナイテッドに加入することが発表された。